# 金大中绑架事件
金大中绑架事件（：／）指1973年8月8日發生在日本東京的綁架事件。該事件由大韓民國大韓民國中央情報部（KCIA，現在大韓民國國家情報院的前身）策劃實施，目標為當時流亡美國與日本的大韓民國政治家、民主派人士及最大反對黨領袖，後來成為韓國總統的金大中。

## 背景
1971年大韓民國總統選舉中，金大中代表在野的新民黨挑戰代表民主共和黨的時任總統朴正熙。由於金大中主張恢復民主主義，朴正熙視金大中為對其軍事政權的最大威脅。最終金大中得票率為45.3%，僅以約94萬票之差敗於最終得票率53.2%的朴正熙。
在這場選舉前後，金大中遭遇了幾場危及其人身安全的事故。1971年1月，金大中位於漢城（今首爾）麻浦區東橋洞的自家院子裡發生了爆炸，爆炸物是一枚以香菸盒錫紙包裹火藥，由電池引爆的自製炸彈，其中的火藥來自玩具手槍。在經過警察的初步調查與訊問後，金大中的姪子金弘準承認這起事件是一起由他所為的惡作劇。但在兩天以後，金弘準即推翻了之前的供詞，主張作出虛假的自供是由於收到了警察的脅迫與嚴刑逼供。法院亦認為檢察方面提供的證據不足以定罪，而迅速作出了釋放金弘準的判決。選舉結束後的5月末，正在準備選後演說的金大中的座車被一輛14噸重的大卡車撞上，造成3人死亡，而金大中本人亦身受重傷，在其腰部與髖關節留下永久性的創傷。這起事故普遍被認為是朴正熙政權指使KCIA所策劃的一起陰謀，但在當時針對卡車司機的採訪中，他否認了自己是受人指使，宣稱這起事故並沒有黑幕。隨後，金大中感覺到一直留在韓國可能會有生命危險，便以治療交通事故的後遺症為由開始往返於韓國和日本。其後，KCIA曾考慮過借日本暴力團之手殺害金大中，但考慮到其可能會產生的國際影響，最終放棄了此計劃。
1972年10月17日，朴正煕提出的修憲案在其執政黨控制的國會獲得通過，他本人亦發佈全國戒嚴令以阻止反對黨以及各種民間集會活動，並宣布全國進入“維新體制”（十月維新）。於10月11日起在日本訪問政界人士的金大中認為自己回到韓國的話必定會遭遇不測，於是選擇前往美國。其後，金大中便往返於美國與日本之間，通過演講會以及海外媒體對朴正煕的“維新體制”進行批判。1973年7月6日，金大中在美國華盛頓接受以日本朝鮮族為主要成員的“韓國民主回復統一促進国民会議”（後為“在日韓國民主統一聯合”）的邀請，擔任名譽議長，並開始在海外韓僑社群中組織演講會，進行反對朴正煕政府的鬥爭。
另一方面，當時朝鮮半島南北關係有好轉的跡象。朴正煕原來的下屬，時任中央情報部長的李厚洛於5月2日至5日訪問了平壤，與金英柱組織指導部長舉行了會談；而朝鮮方面亦派遣朴成哲副總理作為金英柱的代理，於5月29日至6月1日訪問漢城，並與李厚洛舉行了會談。最終，韓國與朝鮮於7月4日共同發表了《南北共同聲明》，確立了兩韓統一的大原則，並使得南北雙方的關係趨於融洽。十月維新之前，韓國方面甚至將此次政治改革的具體情況告知朝鮮。
李厚洛在《南北共同聲明》發表時擔任南北調節委員會的共同委員長，其後也因在南北和談過程中有突出貢獻而頗得朴正熙賞識。但在1973年初的一次見面會中，時任首都警備司令的陸軍少將尹必鏞對李厚洛說：“閣下（朴正熙）的接班人就是大哥您啊。金春秋不就是因為去了趟唐朝，回來之後就當上新羅國王的嗎？”此番言論傳到朴正熙耳中後，朴正熙非常憤怒，下令徹查兩人以及相關人員，隨即兩人以密謀軍事政變的嫌疑被逮捕。但考慮到對政權的影響，李厚洛隨後被釋放，而尹必鏞則被迫退出大韓民國陸軍，並以貪污等8項罪名被判入獄15年。此時李厚洛急欲向朴正熙表現自己的忠誠，於是便策劃將一直在國外從事反政府活動，從而最终选定綁架让“韓國國際形象一再受損”的金大中回韓國。

## 绑架
1973年7月底，一直在美國從事民主活動的金大中受到日本執政黨自由民主黨以及在日本的“韓國民主回復統一促進国民会議”的邀請前往東京準備召開多場演講會。據金大中回憶，當時有許多人都勸他在日本要小心，因為一些以日本朝鮮族為主要成員的暴力團組織可能會對他不利，而這些組織的背後則有在日本大韓民國民團以及KCIA的指示。因此金大中到達東京後一直使用假名，並且每隔兩三天就換一家酒店入住。

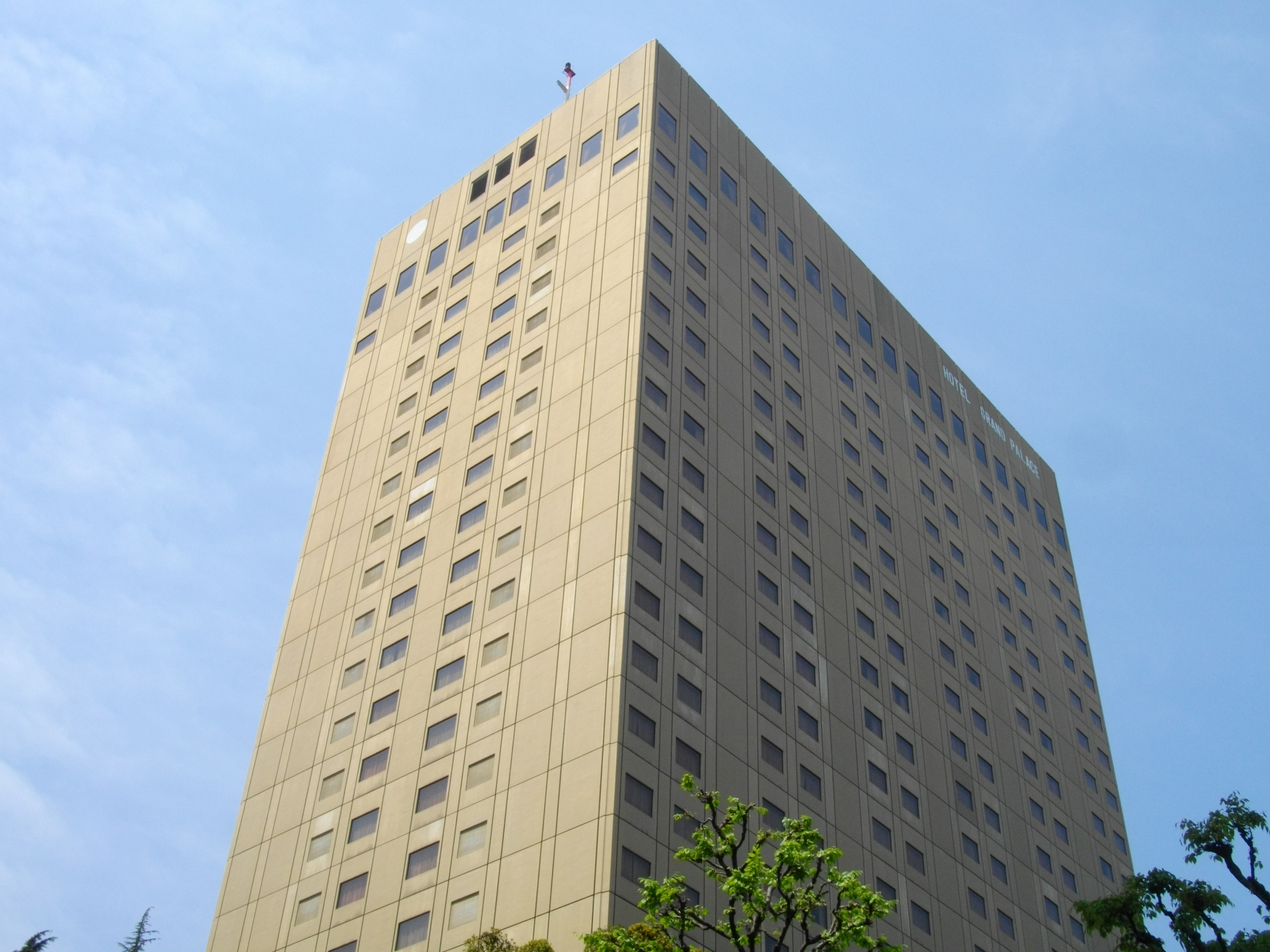
綁架現場格兰皇宫大饭店（2014年4月19日攝）

1973年8月8日上午11時，金大中應民主統一黨黨首梁一東的邀請，出席在位於東京都千代田區飯田橋的格兰皇宫大饭店2212室舉行的聚會。下午1点19分左右，金大中於會議結束後走出2212室時，遭到約六七名不明身份男子的襲擊，被強行推入空無一人的2210室，在該處受氯仿麻醉而失去知覺。其後他被轉移到賓館下方的車內，並開往關西方向，於神戶港被帶上一艘名為“龍金號”的船隻帶離日本。
金大中在一次採訪中聲稱，他在船上遭雙腳繫上重物，顯示綁架者打算把他淹死在海裏。但發覺此事的日本政府迅速派出自衛隊飛機與艦艇對該船隻發動追逐，並投下照明彈以阻止綁架者殺人滅口，綁架者只得被迫放棄於海上殺害金大中的原定计划。金大中最後被帶到韓國釜山，並在遭綁五天後於漢城自家附近的加油站前被釋放，自己回到家中。

## 后续
事件發生後，日本警視廳迅速展開調查，並在賓館中檢驗出了韓國駐日大使館一等秘書金東雲（本名金炳贊）的指紋。由於涉及外交人員，且韓國方面在綁架金大中之前並未告知日本政府，因此此事件引起日本方面嚴重不滿，特別是一些在野黨以及出身於法律界的議員都認為韓國侵犯其主權。1973年8月23日，在日本參議院法務委員會上，議員們提議調查韓國政府在此事件中的參與程度、是否侵害日本的主權，並希望政府公開調查進度並通過外交途徑使金大中返回日本。法務大臣田中伊三次亦表示根據其直覺，此事應是韓國的秘密警察所為。另一方面，外務大臣大平正芳則表示還不能斷定此事件就是韓國政府指使所為，而要等韓國方面查清真相後再決定日本方面的對策。韓國大使館則表示日本議會的討論與新聞報道均指稱此事與韓國政府有關“令人遺憾”，並且由於事後讀賣新聞持續性批判韓國政府與東亞日報，韓國文化教育部勒令讀賣新聞漢城分社從1973年8月26日起停業（之後直到朴正熙去世後的1980年1月15日才得以重新開業）。
9月5日，警視廳正式對金東雲發出了涉嫌營利性綁架的搜查令，但被金東雲以外交豁免權為由拒絕。其後，金東雲被發現是KCIA在東京的指揮官，綁架用車也是韓國駐橫濱領事館副領事的座車。因此，日本政府將金東雲列為不受歡迎人物，令其限期離境，但並未宣布調查在野黨提出的“侵犯主權”一事，認為現階段任務仍是調查綁架事件的真相，而不希望破壞韓日關係。9月17日，韓國政府發佈《金大中綁架事件調查資料》，其中寫道“經過對龍湖號的詳細調查，認為該船並未投入金大中綁架一案之中”。9月22日，日本國會上有議員提交了針對第2次田中角榮內閣的不信任動議，其原因之一便是政府對金大中綁架事件處理不力，但最終該動議被否決。11月1日，朴正熙向田中角榮就金大中被綁架一事公開道歉；韓國政府亦承認金東雲有涉及綁架的嫌疑，並免去其職務。11月2日，韓國總理金鍾泌訪問日本，與田中角榮秘密作出“考慮到兩國關係，需要使用政治手段妥善解決此事”的決定。根據《文藝春秋》2001年2月的報道，田中角榮從希望妥善解決此事的朴正熙那裡收了至少4億日元的現金，而田中真紀子亦宣稱其實田中角榮早已知曉此事，並在提出不殺害金大中的條件之後默許了綁架行為。12月2日，韓國方面撤換了李厚洛的中央情報部長職務，由申稙秀接任（其後任即為金載圭）。
1974年8月6日，日本警方發表調查報告，認為金東雲即為綁架團伙的其中一員，而韓國政府則於8月14日發表聲明，表示仍未找到其涉案的證據。另一方面，金大中被綁架的事件在海外韓僑社會中產生了極大反響，反對朴正熙的人數驟然增加。其中屬於朝鮮總聯的文世光於1973年10月開始策劃謀殺朴正熙，並在1974年8月15日於韓國國立劇場舉行的光復節晚會現場射殺了朴正熙的夫人陸英修。其後韓國方面撤換了總統警護室室長朴鐘圭，由車智澈接任。由於日韓關係再次惡化，9月19日，自由民主黨副總裁椎名悦三郎訪問韓國，並與朴正熙舉行了會談。這件事情的發生對查明金大中綁架事件的真相帶來了更大的難度。
1974年10月25日，由於對韓國政府的調查結果不滿，日本方面再次對韓國方面提出詳細說明調查結果的要求，但韓國方面直到1975年7月22日才作出回應。回應中稱金東雲被免職後對他的公開調查仍持續了一段時間，但由於未得到確定的結果而於1974年8月14日結束。其後還對其進行了一定範圍的秘密調查，也沒有發現其為KCIA成員的關鍵性的證據，因此檢方放棄了對其進行指控，而對其做出的唯一處理就是褫奪其公務員職務。7月23日，日本外務大臣宮澤喜一訪問韓國，韓國方面對其表示金大中被綁架與韓國政府無關，此事在政治上已經完結。
1977年，韓國前中央情報部長金炯旭在美國國會宣稱綁架金大中的事件是由KCIA策劃的犯罪活動，使得此事件再次獲得關注。但日本首相福田赳夫等人則質疑其發言的可信度，因為金炯旭在金大中被綁架時早已離開KCIA。而金炯旭則表示他所說的都是真相，而韓日兩國政府在這起事件中都負有不可推卸的責任，所以才會持續攻擊他言論的真實性與可信性。
1987年，東亞日報旗下的月刊新東亞採訪了李厚洛，詢問了一些關於金大中綁架事件的內容，並準備發表在新東亞10月號上。但在印刷之前，韓國安全企劃部發現了此事，表示如果出版的話會引起韓日間的外交問題，命令他們不能出版這期雜誌。東亞日報方面則借助海外媒體以及抗議活動的力量，使得事態擴大而迫使安全企劃部撤回了命令，成功出版了這期雜誌。

## 影響
這次事件後，金大中在自家被朴正熙軟禁，其後1976年又因為參與反對朴正熙的政治活動被囚禁2年。朴正熙在1979年10月被暗殺後，金大中於1980年2月重獲韓國公民權，可以參加政治活動，但於全斗煥5月奪權後再次遭到逮捕。全斗煥執政時期，金大中等反對黨領袖相繼被囚禁或軟禁。金大中本人也於1980年被判處死刑，1982年改為無期徒刑並於隨後流亡至美國，1985年回國後被准許參與政治活動但仍受到軟禁，直至1987年六月民主運動後，才再次獲得韓國公民權。
1998年金大中執政後，由於考慮到韓國政府也曾參與此事，加上牽連甚廣，為免被指進行政治報復，並未對事件真相發起調查。直到盧武鉉執政時期的2006年2月，大韓民國外交通商部公開了一批從1947到1974年之間的外交秘密文件，才使得這起事件能夠再次得以調查。7月26日，韓國政府第一次公開表示這起事件是KCIA所策劃實施的一起組織性犯罪活動。2007年10月24日，大韓民國國家情報院的過去事件真相究明委員會發佈了關於金大中綁架事件的報告，再次表明此事件是由KCIA策劃實施的組織性犯罪活動。